# Kyjevský kotlet

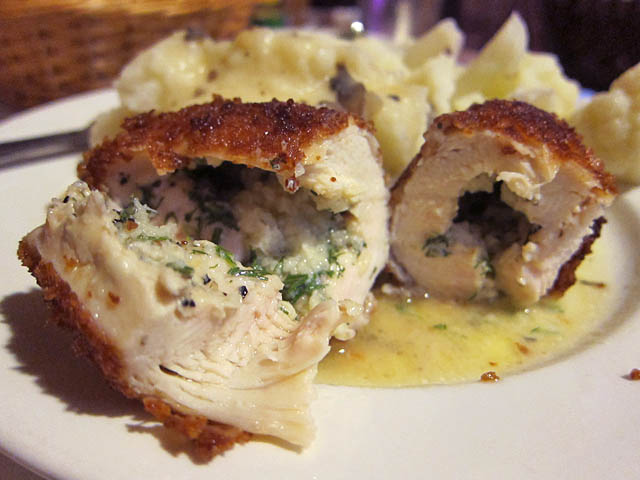
Kyjevský kotlet

Kyjevský kotlet (ukrajinsky котлета по-київськи, anglicky Chicken Kiev) je pokrm z kuřecího masa zjemněného máslovou nádivkou, ale máslo nemusí být. Recept údajně vznikl počátkem 20. století v hotelu Continental v Kyjevě obměnou francouzského jídla côtelette de volaille . Původně se připravoval z kuřecích stehen, která se podávala i s kostí opatřenou ozdobným papírovým obalem, za kterou se držela, později se začala používat spíše kuřecí prsa. Do nich se buď udělá kapsa, která se naplní máslem, případně se rozklepou na tenký řízek, do něhož se zabalí váleček ztuhlého másla. Máslo se může dochutit třeným česnekem, drobně nasekaným koprem, houbami nebo strouhaným sýrem. Kotlet se následně osolí a okoření, obalí v trojobalu a usmaží na oleji. Nejčastější přílohou je bramborová kaše.
V zemích bývalého Sovětského svazu je kyjevský kotlet populární specialitou v restauracích, dá se také koupit v obchodech jako polotovar. Obdobnými pokrmy jsou cordon bleu, Karađorđeva šnicla nebo kotlet Požarského z mletého masa.

## Odkaz v kultuře
Anglický název pokrmu Chicken Kiev je posměšný přívlastek proslovu amerického prezidenta George H. W. Bushe v Kyjevě 1. srpna 1991. Řeč napsanou Condoleezzou Riceovou Bush přednesl před ukrajinským parlamentem (Nejvyšším sovětem) a varoval Ukrajince před „sebevražedným nacionalismem“ a jednostranným vyhlášením nezávislosti na Sovětském svazu. Pravicový komentátor New York Times William Safire projev označil jako Chicken Kiev Speech, což lze přeložit „zbabělý Kyjevský projev“ (slovo chicken znamená nejen „kuře“, ale hovorově také „zbabělec, srab“). Deklaraci nezávislosti ukrajinský parlament schválil o tři týdny později a 1. prosince drtivá většina občanů v referendu, což urychlilo poslední fázi rozpadu Sovětského svazu.